# Trophée des Champions (Rugby)
Der Trophée des Champions (deutsch Trophäe der Meister) war ein Spiel zwischen dem französischen und englischen, sowie einmalig auch walisischen, Meister in der Sportart Rugby Union.

## Geschichte
Der erste Trophée des Champions wurde am 1. November 1972 als französisch Champions de France - Champion du Pays de Galles zwischen dem französischen und den walisischen Meister bzw. Pokalsieger ausgespielt. Der nächste wurde erst wieder im Jahr 1990 als französisch Match des Champions zwischen dem französischen und englischen Meister ausgespielt; ohne Spielwertung, daher ist von einem Testspiel auszugehen. Von 2001 bis 2003 gab es das Spiel jährlich im August, nachdem sich das französische Telekommunikationsunternehmen Orange die Namensrechte sicherte und das Spiel als französisch Orange Cup vermarktete, organisiert wurde es von der französischen Rugby-Organisation Ligue nationale de rugby und als Eröffnungsspiel für die anstehende Saison lanciert. Der letzte Trophée des Champions wurde im Jahr 2006 ausgespielt.

## Meister
| Jahr | Sieger           | Ergebnis | Finalgegner           | Ort                     |
| ---- | ---------------- | -------- | --------------------- | ----------------------- |
| 1972 | AS Béziers       | 29:17    | Neath RFC             | Parc des Princes, Paris |
| 1990 | Wasps            | -        | Racing Club de France | ?                       |
| 2001 | Stade Toulousain | 30:15    | Leicester Tigers      | Toulouse                |
| 2002 | Leicester Tigers | 14:13    | Biarritz Olympique    | Bayonne                 |
| 2003 | London Wasps     | 27:26    | Stade Français        | Londres                 |
| 2006 | Sale             | 38:20    | Biarritz Olympique    | Biarritz                |

## Quelle
- https://www.rugby-encyclopedie.com/Clubs/Competitions_club/Orange_Cup.htm